# قره‌قیشه
قرقشه یکی از روستاهای استان آذربایجان شرقی است که در دهستان قره چمن بخش تیکمه‌داش شهرستان بستان‌آباد واقع شده‌است.

## زبان
زبان مردم این روستا ترکی می‌باشد.

## آب و هوا
با توجه به آب و هوای بسیار مناسب در فصل بهار و تابستان و حاصلخیزی زمین‌های این روستا، این روستا در سالهای نه چندان دور دارای سکنه فراوانی نسبت به روستاهای همجوار خود از جمله اوزم چی و زرین قبا بوده‌است.